# Distretto di Spišská Nová Ves
Il distretto di Spišská Nová Ves (okres Spišská Nová Ves) è uno dei 79 distretti della Slovacchia, situato nella regione di Košice, nella Slovacchia orientale.
Fino al 1918, la maggior parte del territorio del distretto appartenne alla comitato ungherese di Spiš, eccetto una piccola zona intorno ai comuni di Mlynky e Hnilec che formavano parte del comitato di Gemer e Malohont.

## Geografia antropica
Il distretto è composto da 3 città e 33 comuni:

### Città
- Krompachy
- Spišská Nová Ves
- Spišské Vlachy

### Comuni
- Arnutovce
- Betlanovce
- Bystrany
- Chrasť nad Hornádom
- Danišovce
- Harichovce
- Hincovce
- Hnilčík
- Hnilec
- Hrabušice
- Iliašovce

- Jamník
- Kaľava
- Kolinovce
- Letanovce
- Lieskovany
- Markušovce
- Matejovce nad Hornádom
- Mlynky
- Odorín
- Olcnava
- Oľšavka

- Poráč
- Rudňany
- Slatvina
- Slovinky
- Smižany
- Spišské Tomášovce
- Spišský Hrušov
- Teplička
- Vítkovce
- Vojkovce
- Žehra